# Capitole de l'État de l'Indiana
Le Capitole de l'Indiana, construit entre 1878 et 1888, se trouve à Indianapolis, capitale de l'État. Il est inscrit au Registre national des lieux historiques en 1975. C’est entre autres le siège de l’Assemblée générale de l'Indiana et de la Cour suprême de l’Indiana (en). On y trouve aussi le bureau du gouverneur de l'Indiana.